# Manfred d'Athènes
Manfred d'Aragon, également appelé Roger Manfred d'Athènes (né en 1306 - mort le 9 novembre 1317 à Trapani), infant de Sicile, est le fils de Frédéric II de Sicile et d'Éléonore d'Anjou et ses grands-parents maternels sont Charles II de Naples et Marie Arpad de Hongrie.

## Biographie

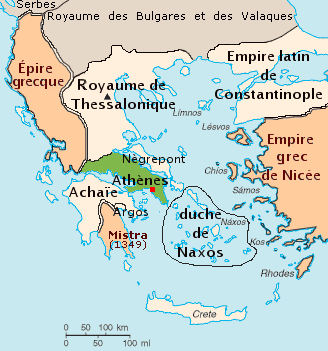
Le duché d'Athènes, en vert.

Manfred d'Aragon fut nommé duc d'Athènes et de Néopatrie en 1312 par son père à la requête des chevaliers de la compagnie catalane qui avaient pris le contrôle d'Athènes. Manfred était alors âgé de seulement 5 ans. Son père nomma Berenguer Estañol comme régent.
En 1316, Alfonso Fadrique, le frère aîné (mais illégitime) de Manfred fut nommé vicaire général d'Athènes. Le jeune duc n'avait pas encore été dans son domaine lorsqu'il meurt accidentellement à 11 ans d'une chute à cheval en 1317 à Trapani et fut enterré dans l'église de la ville. C'est son jeune frère Guillaume qui lui succéda à la tête du duché.

## Sources
- (en) Cet article est partiellement ou en totalité issu de l’article de Wikipédia en anglais intitulé « Manfred of Athens » (voir la liste des auteurs).